# Società Sportiva Lazio Nuoto 2009-2010
Questa voce raccoglie le informazioni riguardanti la Società Sportiva Lazio Nuoto nelle competizioni ufficiali della stagione 2009-2010.

## Rosa
| N° |                                 | Ruolo | Giocatore             |
| -- | ------------------------------- | ----- | --------------------- |
| 1  | Italia (bandiera)               | P     | Fabio Violetti        |
| 13 | Italia (bandiera)               | P     | Claudio Gazzarini     |
| 3  | Italia (bandiera)               | D     | Claudio Sebastianutti |
| 2  | Bosnia ed Erzegovina (bandiera) | D     | Dragan Budjen         |
| 4  | Italia (bandiera)               | D/CV  | Claudio Innocenzi     |
| 10 | Italia (bandiera)               | CV    | Stefano Ragosa        |
| 6  | Italia (bandiera)               | CV/A  | Luca Di Rocco         |

| N° |                    | Ruolo | Giocatore          |
| -- | ------------------ | ----- | ------------------ |
| 7  | Italia (bandiera)  | A     | Alessandro Faiella |
| 5  | Italia (bandiera)  | A     | Diego Latini       |
| 12 | Italia (bandiera)  | A     | Simone Pappacena   |
| 8  | Italia (bandiera)  | A     | Antonio Vittorioso |
|    | Italia (bandiera)  | A     | Valerio Avarello   |
| 9  | Italia (bandiera)  | CB    | Davide Romiti      |
| 11 | Croazia (bandiera) | CB    | Zdravko Delas      |